# پاراگولد (آرکانزاس)
پاراگولد (آرکانزاس) (به انگلیسی: Paragould, Arkansas) یک شهر در ایالات متحده آمریکا با جمعیت ۲۶٬۱۱۳ نفر است که در آرکانزاس واقع شده‌است.

## موقعیت جغرافیایی
موقعیت جغرافیایی شهرها و مناطق اطراف به شرح زیر است: